# Slovak Open 2009
Lo Slovak Open 2009, noto anche come Tatra Banka Slovak Open, è stato un torneo professionistico di tennis maschile giocato sul cemento indoor, che faceva parte dell'ATP Challenger Tour 2009. Si è giocato a Bratislava in Slovacchia dal 16 al 22 novembre 2009.

## Partecipanti

### Teste di serie
| Nazionalità | Giocatore       | Ranking* | Testa di serie |
| ----------- | --------------- | -------- | -------------- |
| Uzbekistan  | Denis Istomin   | 89       | 1              |
| Slovacchia  | Lukáš Lacko     | 91       | 2              |
| Rep. Ceca   | Jan Hájek       | 102      | 3              |
| Germania    | Björn Phau      | 107      | 4              |
| Finlandia   | Jarkko Nieminen | 109      | 5              |
| Francia     | Stéphane Robert | 115      | 6              |
| Austria     | Stefan Koubek   | 119      | 7              |
| Israele     | Harel Levy      | 122      | 8              |

- Ranking al 9 novembre 2009.

### Altri partecipanti
Giocatori che hanno ricevuto una wild card:
- Kamil Čapkovic
- Filip Horanský
- Jerzy Janowicz
- Andrej Martin
- Tobias Kamke (Special Exempt)

Giocatori passati dalle qualificazioni:
- Rameez Junaid
- Ivo Klec
- Jan Minář
- Juho Paukku
- Michał Przysiężny (Lucky loser)
- Marek Semjan (Lucky loser)

## Campioni

### Singolare
Michael Berrer ha battuto in finale  Dominik Hrbatý con il punteggio di 6(6)–7, 6–4, 7–6(3).

### Doppio
Philipp Marx /  Igor Zelenay hanno battuto in finale  Leoš Friedl /  David Škoch con il punteggio di 6–4, 6–4.